# Olympia 67
| Recensione | Giudizio |
| ---------- | -------- |
| Discogs    |          |

Olympia 67 é un album in studio della cantante italo-francese Dalida, pubblicato nell’anno 1967 da Barclay.
L’album ripropone la lista di brani che Dalida presentò nell’ottobre dello stesso anno al teatro Olympia di Parigi.

## Tracce
Lato A
1. À qui?
2. Loin dans le temps
3. J'ai décidé de vivre
4. Mama
5. La chanson de Yohann
6. Petit homme

Lato B
1. Je reviens te chercher
2. Entrez sans frapper
3. Les grilles de ma maison
4. Ciao amore, ciao
5. Toi, mon amour
6. La banda